# Whittington (Gloucestershire)
Whittington é uma paróquia e aldeia do distrito de Cotswold, no condado de Gloucestershire, na Inglaterra. De acordo com o Censo de 2011, tinha 224 habitantes. Tem uma área de 6,9 km².